# Star Trek (gra tekstowa)
Star Trek – to tekstowa gra przygodowa stworzona w języku BASIC przez społeczność hakerów w latach 70. XX wieku. Przyjmuje się, że oryginalna wersja została stworzona przez Mike'a Mayfielda w 1971 na minikomputer Sigma 7, a następnie przekonwertowana do dialektu HP BASIC dla minikomputerów Hewlett-Packard.

## Rozgrywka
Gracz jest dowódcą statku kosmicznego Enterprise NCC-1701 i ma za zadanie eliminację Klingonów, aby w galaktyce zapanowała demokracja. Galaktyka jest złożona z 64 kwadrantów podzielonych na 64 sektory. Statek gwiezdny może się poruszać pomiędzy sektorami i kwadrantami za pomocą komend tekstowych. Statek przy każdym poruszeniu, użyciu osłony lub laserów korzysta z energii. Celem gry jest zniszczenie każdego klingońskiego statku, nie pozwalając jednocześnie na zniszczenie statku Enterprise.